# Julia Reichert

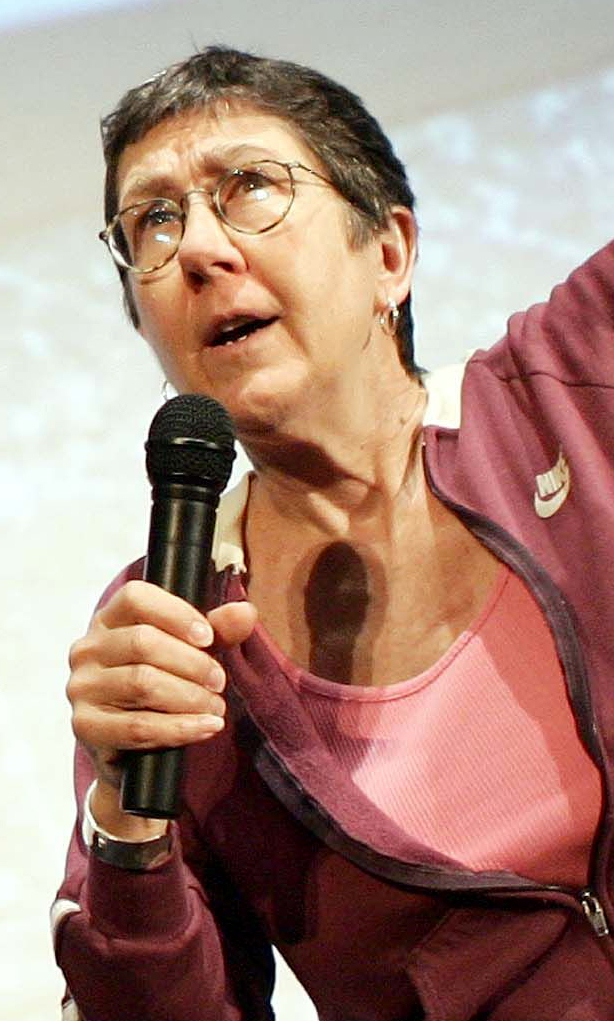
Julia Reichert, 2020

Julia Reichert (* 16. Juni 1946 in Bordentown; New Jersey; † 1. Dezember 2022 in Yellow Springs, Ohio) war eine US-amerikanische Filmproduzentin und -regisseurin, die unter anderem einmal mit dem Oscar ausgezeichnet wurde und insgesamt viermal nominiert war.

## Leben
Julia Reichert begann 1971 als Regisseurin des Dokumentarfilms Growing Up Female und drehte seitdem mehr als ein Dutzend Filme, bei denen sie meistens auch Produzentin war und oft auch den Schnitt, die Kamera oder die Beleuchtung übernahm.
Ihre erste Oscar-Nominierung für den besten Dokumentarfilm erhielt sie 1978 gemeinsam mit Jim Klein und Miles Mogulescu für den von ihr produzierten Film Union Maids (1976). Für diesen Film erhielten sie, Jim Klein und Miles Mogulescu auch den Kritikerpreis der Vereinigung der Filmkritiker Frankreichs als bester Kurzfilm. Ihre nächste Oscar-Nominierung erhielt sie 1984, erneut mit Jim Klein, für Seeing Red (1983) als bester Dokumentarfilm.
Julia Reichert war auch Regisseurin des Films Emma and Elvis (1992).
Ein großer Erfolg war für sie war auch A Lion in the House (2006): Hierfür wurde sie mit Steven Bognar 2006 beim Sundance Film Festival für den Dokumentarpreis der Großen Jury sowie 2007 für den Independent Spirit Award als bester Dokumentarfilm nominiert. Außerdem gewann sie für diesen Film mit Steven Bognar, Sally Jo Fifer und Lois Vossen bei der Primetime-Emmy-Verleihung 2007 einen Emmy für herausragende Verdienste bei nichtfiktionalen Filmen.
Für The Last Truck: Closing of a GM Plant (2009) war sie gemeinsam mit Steven Bognar bei der Oscarverleihung 2010 für den besten Dokumentar-Kurzfilm nominiert. Bei der Oscarverleihung 2020 gewann sie für American Factory ihren ersten Acadamy Award zusammen mit Steven Bognar und ihrem Neffen Jeff Reichert (Produktion, Kamera) in der Kategorie Bester Dokumentarfilm. Sie starb Anfang Dezember 2022 an den Folgen eines 2018 diagnostizierten Urothelkarzinoms.

## Lehrtätigkeit
Reichert unterrichtete 28 Jahre lang an der Wright State University das Fach Filmproduktion.